# Jordan Girón
Jordan Joel Girón Rivas (ur. 21 grudnia 2000 w mieście Panama) – panamski piłkarz występujący na pozycji lewego obrońcy, reprezentant Panamy, od 2025 roku zawodnik Sportingu San Miguelito.